# Hilarigona unmaculata
Hilarigona unmaculata är en tvåvingeart som beskrevs av Yang 1995. Hilarigona unmaculata ingår i släktet Hilarigona och familjen dansflugor.
Artens utbredningsområde är Zhejiang (Kina). Inga underarter finns listade i Catalogue of Life.